# Jędrychowo, Braniewski
Jędrychowo [jɛndrɨˈxɔvɔ] (tiếng Đức: Heinrichsdorf, Kreis Frauenburg)  là một ngôi làng ở quận hành chính của Gmina Frombork, trong huyện Braniewski, Warmińsko-Mazurskie, ở miền bắc Ba Lan. Nó nằm khoảng 8 kilômét (5 mi)   phía nam Frombork, 15 km (9 mi) về phía tây nam của Braniewo và 77 km (48 mi) phía tây bắc của thủ đô khu vực Olsztyn.
Trước năm 1772, khu vực này là một phần của Vương quốc Ba Lan, 1772-1945 Phổ và Đức (Đông Phổ).
Ngôi làng có dân số 140 người.